# Lijst van heersers van Piombino
Hier volgt een lijst van heersers van Piombino en Lucca en Piombino.

## Heerlijkheid Piombino
- 1399 – 1404: Gherardo Appiano
- 1404 – 1441: Jacopo II Appiano
- 1441 – 1445: Paola Appiano Colonna
- 1445 – 1450: Rinaldo Orsini
- 1445 – 1451: Caterina Appiano
- 1451 – 1457: Emanuele Appiano
- 1457 – 1474: Jacopo III Appiano
- 1474 – 1511: Jacopo IV Appiano
- 1511 – 1545: Jacopo V Appiano
- 1545 – 1585: Jacopo VI Appiano
- 1585 – 1589: Alessandro Appiano
- 1589 – 1594: Jacopo VII Appiano

## Vorstendom Piombino
- 1594 – 1603: Jacopo VII Appiano
- 1603 – 1611: Keizer Rudolf II
- 1611 – 1628: Isabella Appiano
- 1628 – 1634: Filips IV van Spanje
- 1634 – 1664: Niccolò I Ludovisi, onderkoning van Aragón 1659-1662
- 1664 – 1699: Giovanni Battista Ludovisi
- 1699 – 1700: Niccolò II Ludovisi, onder regentschap van zijn moeder Ana Maria Arduino
- 1700: Olimpia Ludovisi
- 1701 – 1733: Ippolita Ludovisi en Gregorio Boncompagni
- 1734 – 1745: Maria Eleonora Boncompagni
- 1745 – 1777: Gaetano Boncompagni-Ludovisi
- 1778 – 1805: Antonio Boncompagni-Ludovisi, afgezet in 1799

## Vorstendom Lucca en Piombino
- 1805 – 1808: Elisa Bonaparte
- 1805 – 1815: Félix Baciochi

Hierna worden de vorstendommen gescheiden: Piombino wordt bij Toscane gevoegd, terwijl Lucca een zelfstandig hertogdom wordt.